# Silvestri-Berge

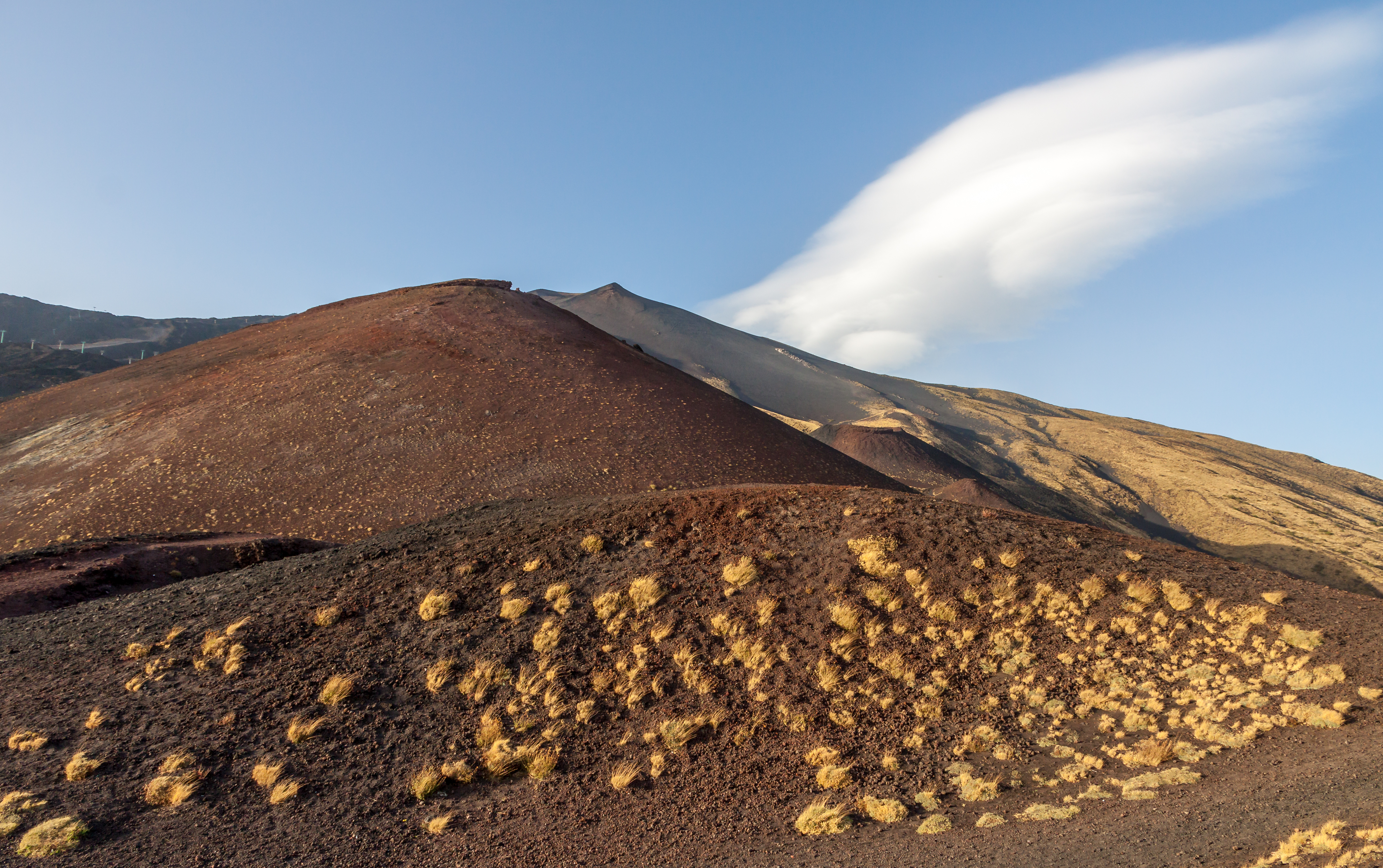
Monte Silvestri

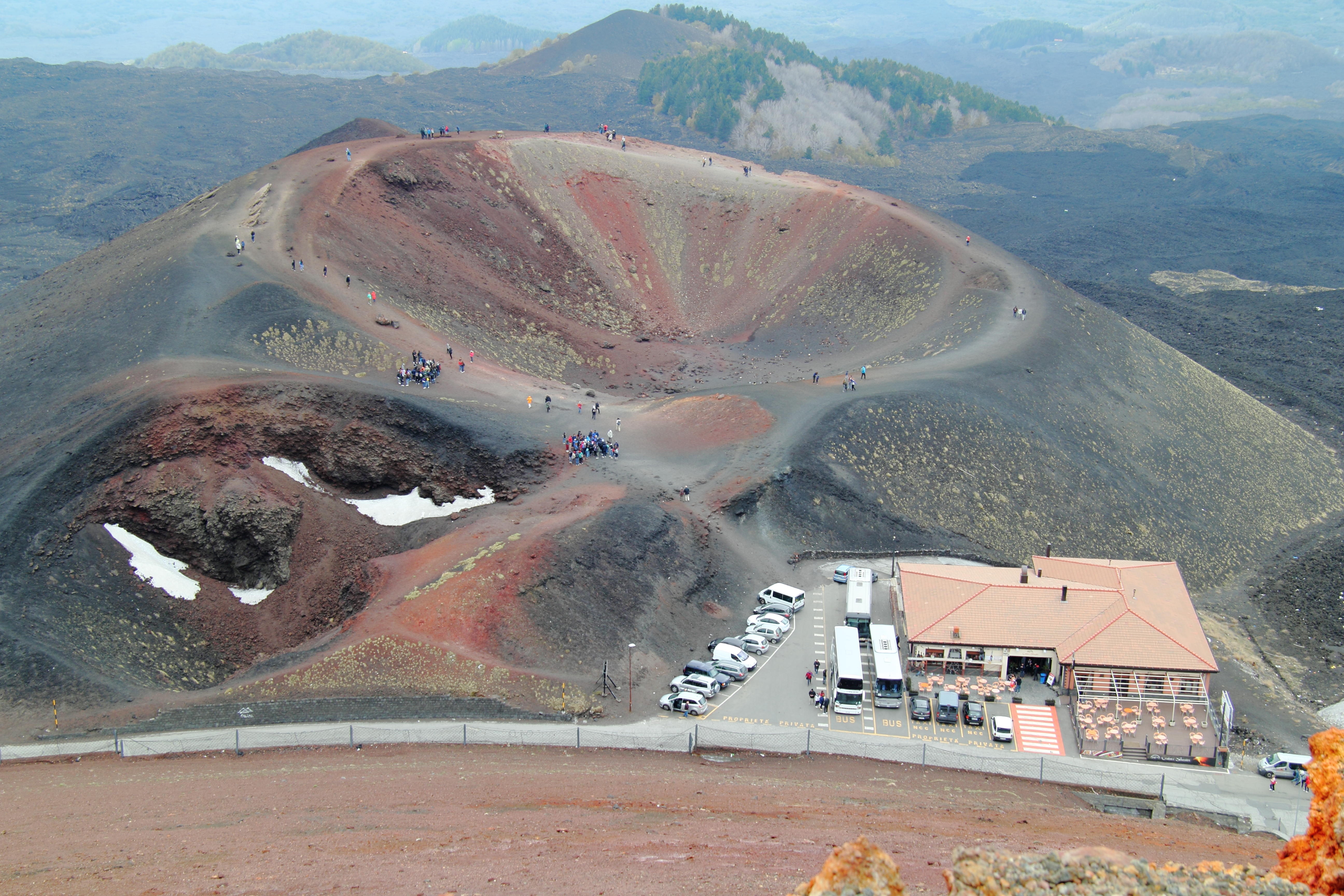
Monte Silvestri Inferiore (Unterer Silvestri-Berg) vom Monte Silvestri Superiore (Oberer Silvestri-Berg) aus gesehen

Die Silvestri-Berge (ital. monti Silvestri) liegen auf Sizilien und befinden sich auf knapp 2000 m Höhe beim Rifugio Sapienza an der südlichen Zufahrt an der Seilbahn zum Ätna-Gipfel (Funivia dell’Etna). Die Schlackenkegel entstanden beim Vulkanausbruch im Jahre 1892, bei dem sich eine radiale Eruptionsspalte öffnete. Der südliche Kegel heißt Monte Silvestri Inferiore, der nördliche Monte Silvestri Superiore. Die erloschenen Silvestri-Krater sind alle begehbar, so dass man ohne großen Aufwand auf dem Kraterboden gehen kann. Das Hineingehen in den Kraterhang erfordert nur leichte sportliche Fitness.